# 1993-as MTV Movie Awards
A 1993-as MTV Movie Awards díjátadó ünnepségét 1993. július 13-án tartották a kaliforniai Walt Disney Studios-ban, a házigazda Eddie Murphy volt. A műsort az MTV csatorna közvetítette.

## Díjazottak és jelöltek
A nyertesek a táblázat első sorában, félkövérrel vannak jelölve.
| Legjobb film | Leghumorosabb alakítás |
| --- | --- |
| - Egy becsületbeli ügy - Aladdin - Elemi ösztön - Több mint testőr - Malcolm X | - Robin Williams – Aladdin - Whoopi Goldberg – Apáca show - Eddie Murphy – Bumeráng - Bill Murray – Idétlen időkig - Joe Pesci – Vinny, az 1ügyű |
| Legjobb színész | Legjobb színésznő |
| - Denzel Washington – Malcolm X - Kevin Costner – Több mint testőr - Tom Cruise – Egy becsületbeli ügy - Michael Douglas – Elemi ösztön - Jack Nicholson – Egy becsületbeli ügy | - Sharon Stone – Elemi ösztön - Geena Davis – Micsoda csapat! - Whoopi Goldberg – Apáca show - Whitney Houston – Több mint testőr - Demi Moore – Egy becsületbeli ügy                                                                                              |
| Legvonzóbb színész | Legvonzóbb színésznő |
| - Christian Slater – Rakoncátlan szív - Kevin Costner – Több mint testőr - Tom Cruise – Egy becsületbeli ügy - Mel Gibson – Halálos fegyver 3. - Jean-Claude Van Damme – Hiába fusz | - Sharon Stone – Elemi ösztön - Kim Basinger – Huncut világ - Halle Berry – Bumeráng - Madonna – A tanú teste - Michelle Pfeiffer – Batman visszatér |
| Legjobb akciójelenet | Legjobb gonosz |
| - Halálos fegyver 3. - A végső megoldás: Halál - Életben maradtak - Túl az Óperencián - Úszó erőd | - Jennifer Jason Leigh – Egyedülálló nő megosztaná... - Danny DeVito – Batman visszatér - Ray Liotta – Őrjítő vágy - Jack Nicholson – Egy becsületbeli ügy - Sharon Stone – Elemi ösztön                                                                           |
| Legjobb csók | Áttörő előadás |
| - Christian Slater és Marisa Tomei – Rakoncátlan szív - Pauline Brailsford és Tom Hanks – Micsoda csapat! - Michelle Pfeiffer és Michael Keaton – Batman visszatér - Winona Ryder és Gary Oldman – Drakula - Mel Gibson és Rene Russo – Halálos fegyver 3. - Woody Harrelson és Wesley Snipes – Zsákolj, ha tudsz! | - Marisa Tomei – Vinny, az 1ügyű - Halle Berry – Bumeráng - Whitney Houston – Több mint testőr - Kathy Najimy – Apáca show - Rosie O'Donnell – Micsoda csapat! |
| Legjobb zenés pillanat | Legjobb duó |
| - "I Will Always Love You" – Több mint testőr - "End of the Road" – Bumeráng - "It's Probably Me" – Halálos fegyver 3. - "A Whole New World" – Aladdin - "Would?" – Facérok | - Mel Gibson és Danny Glover – Halálos fegyver 3. - Sharon Stone és Michael Douglas – Elemi ösztön - Whitney Houston és Kevin Costner – Több mint testőr - Tom Cruise és Nicole Kidman – Túl az Óperencián - Woody Harrelson és Wesley Snipes – Zsákolj, ha tudsz! |
| Legjobb új filmkészítő | Életműdíj |
| - Carl Franklin - Egy rossz lépés | - A dilis trió (The Three Stooges) |